# Роево (гмина)
Роево (пол. Rojewo) — сельская гмина (волость) в Польше, входит как административная единица в Иновроцлавский повет, Куявско-Поморское воеводство. Население — 4591 человек (на 2004 год).

## Сельские округа
1. Домбе
2. Леснянки
3. Добеславице
4. Глинно-Вельке
5. Ящолтово
6. Юраньцице
7. Лишковице
8. Лишково
9. Будзяки
10. Мерогоновице
11. Осек-Вельки
12. Плонково
13. Плонкувко
14. Роевице
15. Завишин
16. Роево
17. Сцибоже
18. Тополя
19. Выбраново
20. Желехлин

## Прочие поселения
1. Домброва-Мала
2. Глинки
3. Езуицка-Струга
4. Лукашево
5. Магдаленец
6. Осечек
7. Стара-Весь

## Соседние гмины
1. Гмина Гневково
2. Гмина Иновроцлав
3. Гмина Нова-Весь-Велька
4. Гмина Солец-Куявски
5. Гмина Велька-Нешавка
6. Гмина Злотники-Куявске